# John Welles, 1. Viscount Welles

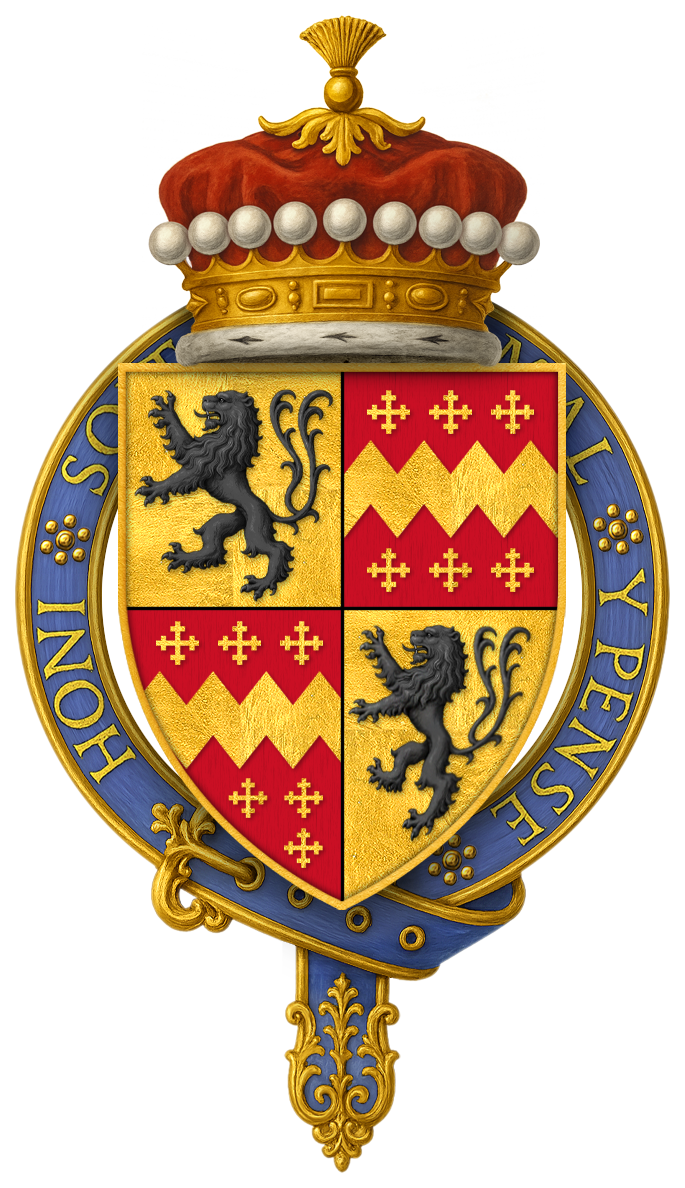
Wappen des John Welles, 1. Viscount Welles

John Welles, 1. Viscount Welles (* nach 1448; † 9. Februar 1499 in London) war ein englischer Adliger.

## Leben
Er war der jüngere Sohn des Lionel Welles, 6. Baron Welles, und das einzige Kind aus dessen zweiter Ehe mit Margaret Beauchamp, Witwe des John Beaufort, 1. Duke of Somerset.
Sein Vater fiel während der Rosenkriege, als er 1461 auf der Seite des Hauses Lancaster in der Schlacht von Towton kämpfte. Sein älterer Halbbruder Richard Welles, 7. Baron Welles und dessen Sohn Robert Welles, 8. Baron Welles wurden 1470 wegen Beteiligung an einem Aufstand gegen König Eduard IV. aus dem Hause York hingerichtet. 1475 wurden sie posthum geächtet und ihre Ländereien von der Krone eingezogen. John Welles erwirkte 1478 von Eduard IV. eine Begnadigung und die Bestätigung seiner aus dem Erbe seiner Mutter stammenden Ländereien Maxey in Northamptonshire und Bletso in Bedfordshire.
1483 beteiligte er sich am erfolglosen Aufstand des Henry Stafford, 2. Duke of Buckingham, floh in die Bretagne und wurde durch Parlamentsbeschluss geächtet. Er kehrte im Gefolge von Henry Tudor, 2. Earl of Richmond, ins Königreich England zurück. Dieser schlug John Welles bereits am Tag der Landung am 7. August 1485 in Milford Haven zum Knight Bachelor. Nachdem Henry Tudor im weiteren Verlauf als Heinrich VII. König wurde, erkannte er Welles als Baron Welles an und das Parlament hob die Ächtung seines Bruders und Neffen rückwirkend auf. Zudem verlieh ihm der König 1485 die Ämter des Konstabler von Bolingbroke Castle, Truchsess der Ländereien des Duchy of Lancaster in Lincolnshire, Konstabler und Truchsess von Rockingham Castle, Jägermeister von Rockingham Forest, Truchsess der Richmond Fee in Lincolnshire und der Herrschaft Holderness. Um den Jahreswechsel 1485/86 wurde er zum Viscount Welles erhoben. 1488 wurde er als Knight Companion in den Hosenbandorden aufgenommen. 1488 wurde er mit den eingezogenen Ländereien des Viscount Lovel und weiteren Gütern belehnt. 1490 wurden ihm auf Lebenszeit die Burgen von Caerleon und Usk in Wales übertragen. Im Herbst 1492 beteiligte er sich am Frankreichfeldzug Heinrichs VII. und der erfolglosen Belagerung von Boulogne-sur-Mer.
Ende 1487 heiratete er Prinzessin Cecily of York (1469–1507), Tochter König Eduard IV. Mit ihr hatte er zwei Töchter, Elizabeth († vor 1498) und Anne († um 1499), die beide jung starben. Da er bei seinem Tod, 1499, keine Nachkommen hinterließ, erlosch sein Viscounttitel und die Baronie fiel in Abeyance.